# Station Montrichard
Station Montrichard is een spoorwegstation in de Franse gemeente Montrichard.